# سيمز علي باشا
سيميز علي باشا (بالتركية الحديثة: Semiz Ali Paşa، وتعني بالتركية علي باشا السمين) ـ (توفي في الآستانة في 28 يونيو 1565) هو سياسي عثماني بوسنوي الأصل. تربى صغيرًا في القصر السلطاني، وتبوأ بعد ذلك عددًا من المناصب الرفيعة في الدولة العثمانية، كان ذروتها شغله منصب الصدر الأعظم خلفًا لحميه رستم باشا بعد وفاته في أواخر عهد السلطان سليمان القانوني بين عامي 1561 و1565، وكان قبلها واليًا (بكلربك) لإيالة مصر في الفترة من سنة 1549 إلى سنة 1554.

## وفاته
دُفن إلى جانب زوجته عائشة هُما شاه سلطان (بالتركية: Ayşe Hümaşah Sultan)‏ في مسجد والدتها جامع مهرماه سلطان بإديرنا كابي، باسطنبول.